# Ortsbezirk
 (octobre 2012).
Un Ortsbezirk (district local) est une subdivision politique des communes dans certains Länder allemands, la Hesse et la Rhénanie-Palatinat). La formation de circonscriptions locales et la manière dont elles sont délimitées sont régies par la loi principale (Hauptsatzung (de)). Les municipalités peuvent diviser l'ensemble de leur territoire en districts locaux ou créer des districts locaux uniquement dans certaines parties de leur territoire.
Les organes d'un district local sont le conseil municipal du district (de) (Ortsbeirat) et le maire du district. Le nombre des membres de l’Ortsbeirat est déterminé dans le statut principal.
En Hesse, le conseil municipal du district compte 3 à 9 membres, et dans des circonscriptions locales avec plus de 8 000 habitants il peut compter jusqu'à 19 membres. Ils sont élus en même temps que le conseil municipal. Le maire du district (Ortsvorsteher) est élu par les membres de l’Ortsbeirat.
En Rhénanie-Palatinat, le conseil municipal compte de 3 à 15 membres, qui sont élus en même temps que le Gemeinderat (conseil municipal). Le maire du district est élu directement (Direktwahl).
En 1981, 315 des 426 municipalités de Hesse avaient eu la possibilité de former des districts locaux. Il y a 26 districts locaux dans la capitale de la Hesse Wiesbaden. Le centre-ville est divisé en six districts locaux ; les 20 districts incorporés à partir de 1926 correspondent chacun à un district local. À Francfort-sur-le-Main il y a seize districts locaux (de), où seuls les cinq districts incorporés en 1970 (réorganisation territoriale (de)) forment des districts locaux. Les 11 districts locaux restants comprennent chacun plusieurs districts.
La capitale de la Rhénanie-Palatinat, Mayence dispose de quinze districts locaux et la deuxième plus grande ville, Ludwigshafen, en compte 10. La ville de Trèves et la commune non affiliée de Morbach comptent chacune 19 Ortsbezirke.